# 도둑게
도둑게 혹은 부엌게는 강화도 이남의 서해안과 포항 이남의 동해안,그리고 남해안에 널리 분포한다. '도둑게'라는 이름은 도둑게가 서식하는 곳 주변의 민가에 들어와 음식을 훔쳐먹는다고 하여 붙여진 이름이다. 멸종위기종인 붉은발말똥게와 닮았다.

## 애완동물
애완동물로 기르며, 애완동물 가게에서 유통될 때는 등의 웃는 얼굴의 모습과 같은 형상이 있어, "smile crab"라는 이름으로 판매된다.  그리고 애완용으로 기를 때 먹이는 과일껍질,사료,밥풀등이 있다

## 같이 보기
- 붉은발말똥게